# سيتياسين سينغ
سيتياسين سينغ (12 مارس 1992 بمانيبور في الهند - ) هو لاعب كرة قدم هندي في مركز الهجوم. شارك مع منتخب الهند لكرة القدم. أما مع النوادي، فقد لعب مع نادي سالغاوكار ونورث إيست يونايتد وRoyal Wahingdoh FC ‏.

## روابط خارجية
- سيتياسين سينغ على موقع Soccerway.com (الإنجليزية)